# Zitouna Hidaya TV
Zitouna Hidaya TV (arabe : قناة الزيتونة هداية) est une chaîne de télévision religieuse privée tunisienne, lancée en 2013. Il s'agit de la seconde chaîne lancée par Oussama Ben Salem après Zitouna TV.